# Odette Roy Fombrun
Odette Roy Fombrun (Puerto Príncipe, 13 de junio de 1917-Pétion-vllle, 23 de diciembre de 2022) fue una feminista, sufragista, escritora, docente e intelectual haitiana. Fue precursora de la educación preescolar en su país tras abrir el primer jardín infantil en Haití.

## Biografía
Nacida en Puerto Príncipe, se graduó en 1935 de la escuela de formación de docentes, École Normale d'Institutrices, y en 1945 viajó a Estados Unidos para realizar estudios de enfermería durante un año en Boston, Massachusetts. Luego, abrió el primer jardín infantil de Haití y la primera florería profesional del país.
Escritora prolífica de ficción y no ficción, ha publicado libros de texto, novelas de misterio, periódicos y artículos de revistas. A partir de 1959, se exilió durante 27 años. A su regreso, fue asociada con la redacción de la nueva constitución del país, la organización Ligue Feminine d'Action Sociale (Liga Femenina para la Acción Social) y, en 2007, con la Fondation Odette Roy Fombrun. Cumplió cien años en junio de 2017.
Sus obras históricas incluyen L'Ayiti des Indiens (Puerto Príncipe: Deschamps, 1992) y Le Drapeau et les Armes de la République (Puerto Príncipe: Deschamps, 1989).
Obtuvo numerosos galardones a lo largo de su vida, entre ellos el Premio del Ministerio de Educación de Haití por Anita et Virginie de l’île Maurice. En 2008, recibió el United Nations Artists Award destinado a aquellos haitianos pioneros y exitosos en su campo. En 2002, recibió el grado doctor honoris causa de la Universidad de Haití. Fue nombrada Tesoro Nacional Viviente por su país en 2009.

## Obras
- 1986 ː Le Drapeau de l’indépendance, Miami: O.R. Fombrun, Edisyon Henry Deschamps, Puerto Príncipe
- 1987 ː Le Drapeau et les Armes de la République d’Haïti, Edisyon Deschamps, Puerto Príncipe
- 1992 ː L'Ayiti des Indiens, (analiz ak tekst istoryen), Fondasyon 92: O.R. Fombrun, Edisyon Deschamps, Puerto Príncipe
- 1983 ː Résumé de: Moreau de Saint-Méry, Description topographique, physique, civile, politique et historique de la partie française de l’isle Saint-Domingue, Le Natal, Puerto Príncipe
- 2001 ː Toussaint Louverture, tacticien de génie; la Constitution indépendantiste de 1801, Edisyon Deschamps, Puerto Príncipe
- 1986 ː Le Konbitisme dans L’Education, Puerto Príncipe: O.R. Fombrun
- 1986 ː Le Konbitisme dans la Constitution, Puerto Príncipe: O.R. Fombrun
- 1989 ː La Démocratie est-elle possible en Haïti ?
- 1988 ː Le Konbitisme, base d’un contrat social: la revolution qu’il faut faire, Puerto Príncipe: O.R. Fombrun
- 1994 ː Solution pour Haïti: Konbite Solidarité Nationale, contrat social, Edisyon Deschamps, Puerto Príncipe
- 1998 ː Haïti et les droits de l’Homme, Etat de Droit en Haïti, Puerto Príncipe: Piblikasyon "Office de la Protection du Citoyen"
- 1984 ː Contes africains: Kenya, Ouganda, Ethiopie, Madagascar, Abiyán: Nouvelles Edisyon afriken
- 1985 ː Contes d’Haïti avèk imaj C. Vicini. Pari: Nathan; Puerto Príncipe: Edisyon Soleil
- 2009 ː Dix contes de Bouqui et Malice